# Vana-Lahetaguse
Vana-Lahetaguse este o arie protejată (arie specială de conservare — SAC, sit de importanță comunitară — SCI) din Estonia întinsă pe o suprafață de 41,8 ha, integral pe uscat.

## Localizare
Centrul sitului Vana-Lahetaguse este situat la coordonatele 58°11′33″N 22°07′04″E / 58.1924°N 22.1179°E.

## Înființare
Situl Vana-Lahetaguse a fost declarat sit de importanță comunitară în aprilie 2004 pentru a proteja . Situl a fost protejat și ca arie specială de conservare în iulie 2006.

## Biodiversitate
Situată în ecoregiunea boreală, aria protejată conține 4 habitate naturale: Pajiști uscate seminaturale și facies de acoperire cu tufișuri pe substraturi calcaroase (Festuco-Brometalia) (* situri importante pentru orhidee), Pajiști fino-scandinave uscate până la mezice, bogate în specii de altitudine mică, Mlaștini alcaline, Pășuni din zone de pădure fino-scandinave.
La baza desemnării sitului se află un număr nedeclarat de specii protejate: